# Neotorularia rossica
Neotorularia rossica är en korsblommig växtart som först beskrevs av Otto Eugen Schulz, och fick sitt nu gällande namn av Ian Charleson Hedge och Jean Joseph Gustave Léonard. Neotorularia rossica ingår i släktet Neotorularia och familjen korsblommiga växter. Inga underarter finns listade i Catalogue of Life.